# Guisane
Guisane – rzeka we francuskich Alpach w departamencie Alpy Wysokie, rozdzielająca Alpy Delfinackie na zachodzie od Alp Kotyjskich na wschodzie.
Niektóre źródła podają, że Guisane bierze swój początek w rejonie przełęczy Lautaret, na północnych stokach masywu Pics de Combeynot w grupie górskiej Écrins. W rzeczywistości potoki źródłowe rzeki spływają głównie spod odcinka grzbietu pomiędzy dwiema przełęczami: Lautaret i Galibier, a za główne źródła należy uznać najdłuższy z nich i najzasobniejszy w wodę Torrent de la Roche Noire, wypływający na wysokości ok. 2780 m n.p.m. na południowo-wschodnich stokach szczytu Pic des Trois Evêchés (3118 m n.p.m.).
Guisane spływa w kierunku południowo-wschodnim przez Monêtier-les-Bains i Villeneuve-la-Salle, by tuż poniżej Briançon ujść do Durance (chociaż Guisane jest w tym miejscu dłuższa niż Durance i niesie też więcej wody). Długość Guisane wynosi ok. 32 km.
Nazwa rzeki pochodzi od łacińskich słów Aqui Sanatio, którymi starożytni Rzymianie nazywali szeroko znane wówczas źródło termalne na terenie dzisiejszego Monêtier-les-Bains.